# Limón (provincija u Kostarici)
Limón, provincija u Kostariki.
Kantoni (6):
Guácimo, distrikti (5):
Duacarí
Guácimo
Mercedes
Pocora
Río Jiménez
Limón, distrikti (4):
Limón
Matama
Río Blanco
Valle la Estrella
Matina, distrikti (3):
Batán
Carrandi
Matina
Pococí, distrikti (6):
Cariari
Colorado
Guápiles
Jiménez
La Rita
Roxana
Siquirres, distrikti (6):
Alegría
Cairo
Florida
Germania
Pacuarito
Siquirres
Talamanca, distrikti (3):
Bratsi
Cahuita
Sixaola